# Хастингс, Пай
Пай Хастингс (Джулиан Фредерик Гордон Пай Хастингс, англ. Julian Frederick Gordon "Pye" Hastings) (род. 21 января 1947, Тамнавулин, Банфшир, Шотландия) — основатель, гитарист и вокалист группы Кентерберийской сцены Caravan. Младший брат музыканта Джимми Хастингса.

## Биография
Пай Хастингс начал музыкальную карьеру в 1965 году как ритм-гитарист группы Wilde Flowers. В 1966 году, после ухода из группы Роберта Уайетта, Хастингс стал также вокалистом Wilde Flowers.
После распада Wilde Flowers музыканты группы Ричард Кулан, Дейв Синклер, Дейв Лоренс и Хастингс основали новую группу под названием Caravan. Вся дальнейшая творческая деятельность Хастингса за редкими и непродолжительными исключениями связана с этой группой. Наряду с Куланом, он единственный из музыкантов, кто продержался в составе группы от её образования до сего дня. Он также был главной творческой силой коллектива на протяжении всей его истории. Благодаря целеустремленности и воле Хастингса, Caravan достаточно успешно пережил 1970-е годы и просуществовал вплоть до начала 1980-х годов.
Хастингс не был выдающимся гитаристом, но стал основным композитором группы, написав большую часть музыкального материала, за исключением альбомов In The Land Of Grey And Pink (1971) и Cunning Stunts (1975), где написал одну и две песни соответственно. Среди наиболее памятных его композиций — «The Dog, The Dog, He’s At It Again», «Memory Lain, Hugh» и «Behind You».
После распада Caravan в 1982 году Хастингс продолжал писать песни, но, даже несмотря на воссоединение группы в 1990-92 годах, не записывал их вплоть до 1994 года, когда ему предложили выпустить сольный альбом. Весной 1995 года сольный проект Хастингса вылился в новый альбом Caravan под названием The Battle Of Hastings. За ним последовал альбом All Over You и первые за четыре года британские гастроли группы осенью 1996 года. В 1999 году Caravan выпустил альбом ремейков своих старых композиций All Over You Too. В 2003 году вышел ещё один альбом Caravan The Unauthorised Breakfast Item.

## Дискография
- 1968 — Caravan — Caravan
- 1970 — Caravan — If I Could Do It All Over Again I’d Do It All Over You
- 1971 — Caravan — In the Land of Grey and Pink
- 1972 — Caravan — Waterloo Lily
- 1973 — Caravan — For Girls Who Grow Plump in the Night
- 1973 — Hugh Hopper — 1984
- 1974 — Caravan — Caravan & the New Symphonia
- 1975 — Caravan — Cunning Stunts
- 1976 — Caravan — Blind Dog at St. Dunstan's
- 1976 — Caravan — Caravan, Vol. 2
- 1976 — Caravan — Caravan, Vol. 1
- 1977 — Caravan — Better by Far
- 1980 — Caravan — The Album
- 1983 — Caravan — Back to Front
- 1984 — Caravan — The Collection
- 1994 — The Wilde Flowers — The Wilde Flowers
- 1995 — Caravan — The Battle of Hastings
- 1995 — Caravan — Cool Water
- 1995 — Caravan — Live
- 1998 — Caravan — Songs for Oblivion Fishermen
- 2000 — Caravan — All Over You
- 2000 — Caravan — All Over You...Too
- 2004 — Caravan — The Anthology